# Famille de Froulay
 (mai 2012).
La famille de Froulay, (ou de Froullay ou de Froullay de Tessé) est une ancienne famille noble du Maine connue depuis le XIIe siècle et éteinte au XIXe.
Elle a donné un maréchal de France en 1703 (René de Froulay de Tessé, comte de Tessé, chevalier de l'ordre du Saint-Esprit et Grand d'Espagne), deux évêques (Avranches et Le Mans), et un ambassadeur de France (au XVIIIe).
Cette famille tient son nom de la terre de Froulay à Couesmes-en-Froulay (Mayenne), fief mouvant d'Ambrières qui devint en août 1596 un des membres du nouveau comte de Tessé. Le seigneur de Froulay relevait de Lassay au XVe siècle pour certains droits de prévôté sur la foire du Gast.
La famille de Froullay a possédé le marquisat de Lavardin (Sarthe) de 1701 à 1793.

## Origine
La famille est connue dès le XIIe siècle par le Cartulaire de Savigny.
Le manoir de Froulay à Couesmes-en-Froulay (aujourd'hui Couesmes-Vaucé), construit vers la fin du XVe siècle par Jean de Froulay, capitaine de Domfront de 1487 à 1505, ne fut jamais, pour la famille puissante qui en portait le nom et qui était déjà installée à Montflaux et à Tessé, qu'un simple pied-à-terre. Le corps de logis, à pignons aigus, avec façade ajourée de portes ogivales, de fenêtres à meneaux croisés et accolades, orné de deux pinacles, était flanqué aussi vers l'extrémité ouest d'une tour hexagonale où s'enroulait la vis d'un escalier en pierre. L'emplacement du logis est bien choisi, sur un promontoire contourné par la Varenne et par le ruisseau de Couesmes ; un moulin y est signalé en 1449 ; la chapelle n'a totalement disparu que depuis 1825. La terre ne sortit des mains de la famille de Froulay que par la vente nationale, faite le 8 frimaire an III, au profit de François Dutertre, de Mayenne.

## Terres et seigneuries
La famille eut les terres et seigneuries de Montflaux, Gastines, la Bas-Maignée à Montenay, dès le XIVe siècle ; celles de Fouilloux, Poillé, Montchevrier, par l'alliance avec les de Brée ; les baronnies de Tessé, Vernie et Ambrières, la terre de Raveton, par suite du mariage d'André de Froulay avec Thomasse de la Ferrière. Veuf de Thomasse de la Ferrière, André de Froulay épousa Anne d'Espaigne († 1598 à Saint-Pierre-des-Landes), veuve de Jean de la Saugère.
Si le château de Vernie, dans le Haut-Maine, devint plus tard la principale résidence de la branche aînée en province, celui de Montflaux resta celle des comtes de Froulay.

### La Maison de Froullay, les derniers seigneurs de Lavardin
Cette famille a possédé le marquisat de Lavardin (Sarthe) de 1701 à 1793.

#### René Mans IV de Froullay, marquis de Lavardin
Né en 1681, il succéda à son père dans la plupart de ses charges et dignités. Ayant accompagné celui-ci dans sa seconde expédition d'Italie, il fut blessé dans une sortie de la ville de Mantoue, le 22 mai 1702]. Plus tard, devenu Grand d'Espagne, par la cession que lui fit son père de cette qualité, puis maréchal de camp en 1707, il devint en 1724 membre de l'ordre du Saint-Esprit et lieutenant général des armées françaises. La retraite de son père l'avait mis en possession du marquisat de Lavardin, dès la fin de 1711. Il mourut au Mans en l'an 1746. Il avait épousé en 1706, Marie Élisabeth Bouchu, marquise de l'Essart. Il en eu quatre enfants :
- René Mans qui naquit en décembre 1707, l’aîné de la famille
- René François, son second fils, avait embrassé le métier des armes. Il était parvenu au grade de colonel d'infanterie dans le régiment de la reine, quand éclata en Italie, la guerre entre l'Autriche et le Piémont pour rétablir, dans les duchés de Parme et de Milan, l'autorité de Don Philippe, gendre de Louis XV et fils de Philippe V, roi d'Espagne. Blessé à la bataille de Plaisance, il mourut des suites de ses blessures en 1746, la même année que son père.
- Le troisième fils, François René Marie, mourut à la fleur de l'âge au château de Lavardin. Il n'avait que 23 ans. Son corps fut inhumé dans l'église paroissiale le 1er mars 1734. C'était un jeune homme de grande espérance. Très jeune encore, il était déjà chargé de distinctions et d'honneurs : lieutenant de vaisseau, brigadier des armées royales, colonel du régiment de Champagne.
- Anne Angélique, quatrième enfant de René Mans IV, se maria en 1738 à Gilles Henri, marquis de Chavagnac, capitaine de vaisseau, mort en revenant de Jamaïque et dont postérité. Elle mourut en 1771.

#### René Mans V de Froullay
Du vivant de son père, René Mans V de Froullay, qui était déjà colonel du régiment de la Reine, fut nommé brigadier des armées en 1740. Il faisait partie du corps expéditionnaire qui passa en Allemagne, lors de la guerre de Succession d'Autriche, quand il fut tué le 22 août 1742 à la fameuse sortie de la garnison de Prague devenue nécessaire par suite de la coalition qui s'était formée entre les forces de Marie-Thérèse et celles du roi de Prusse. Après sept ans de mariage avec Marie Catherine de Béthune Charest, il laissait deux fils : René Mans, qui avait six ans à la mort de son père et Armande Élisabeth qui mourut sans alliances en 1763, à l'âge de vingt et un ans.
En prenant la tutelle de ses deux jeunes enfants, l'épouse de celui qui était aussi colonel de Tessé voulait s'acquitter dignement des devoirs que lui imposait la mort de son mari. Elle commença par se rendre compte de la situation de sa fortune et de l'état de ses domaines. À cet effet, elle fit venir du Mans deux experts prud'hommes qu'elle chargea de dresser un état des lieux. Ils visitèrent le marquisat de Lavardin dans toute son étendue. Leur travail, commencé le 5 août 1743, dura huit jours. Quand ils l'eurent achevé, ils le remirent à madame de Tessé.
On ne saurait se figurer dans quel état de délabrement et de dégradation se trouvaient les fermes, les châteaux, les marais, surtout ceux de Lavardin. La muraille de l'ancien château s'était écroulée vers le nord-ouest, sur une longueur de plus de cent pieds. Partout on ne voyait que couvertures endommagées, murs lézardés. Aux entablements, les pierres désunies ne tenaient plus. Les châssis des fenêtres brisés ou pourris étaient privés de vitres ou ne pouvaient les retenir. Au château-neuf, l'une des marches du perron avait disparu, la porte d'entrée gravement endommagée n'offrait plus de résistance. À l'intérieur des édifices, on ne rencontrait que des dalles dépavées et dont les parquets ou boiseries s'en allaient en lambeaux. Partout, l'image de la ruine et de la désolation. Après examen, il fut reconnu que, pour exécuter les restaurations les plus indispensables, il fallait une somme extraordinaire. Cet état de décadence, qui n'était sans doute pas alors particulier à ce marquisat, avait sa source dans plusieurs causes dont les principales devaient être, surtout depuis le règne de Louis XIV, l'abandon presque habituel de la province pour la capitale de la part de la noblesse et les dépenses excessives durant les séjours à la cour.

#### René Mans VI de Froullay
Né le 9 octobre 1736, le dernier marquis de Lavardin fut René Mans VI, comte de Tessé, vicomte de Beaumont et de Fresnay, baron de Vernie et d'Ambrières, Grand d'Espagne, lieutenant général pour le roi, dans le Maine, le Perche et le comté de Laval, premier écuyer de la reine au début de la Révolution. Ne voulant pas souscrire aux nouveaux principes, il se vit obligé de s'expatrier et d'abandonner toutes ses propriétés.
Dès l'année 1755, il était uni par le mariage à Adrienne Catherine de Noailles. Elle ne lui laissa aucune postérité. Lors du nouveau régime, Lavardin fut d'abord chef-lieu de canton, mais ce titre ne tarda pas à être transféré à Domfront, pour être fixé définitivement à Conlie. Pendant cette époque, monsieur de Tessé se trouva privé de la plus grande partie de ses biens qui avaient été vendus par la Révolution. La plupart des châteaux et manoirs sont aliénés. Le vieux château fut réservé pour en faire une mairie.
Le neuf messidor an VIII (29 juin 1800), le citoyen Jules Lebreton et son greffier, le citoyen Poisson s'étant transportés au ci-devant château de Lavardin pour lever les scellés apposés sur les archives de l'administration municipale, conformément à la loi du 17 ventôse précédent, assistés de René Lemarchand, maire de Lavardin et reconnaissait que tout était dans le même état qu'autrefois. Au retour de l'exil, il restait encore à monsieur de Tessé, outre le château de Lavardin, celui de Mézières, dit le Vieux Lavardin, son hôtel de Tessé dans la ville du Mans (non loin du pilier rouge) et la forêt de la Bazoge. Ce qui lui restait de son immense fortune lui permettait encore, à cette époque, de vivre peut-être plus richement. On sait que dans les dernières années de sa vie, il céda son hôtel de Tessé, pour en faire un séminaire et un évêché, aux départements de la Sarthe et de la Mayenne. Le comte de Tessé, dernier seigneur et marquis de Lavardin, est décédé à Paris le 21 janvier 1814, âgé de soixante-dix-huit ans. Il ne laissait pour héritiers que deux cousins : Louis-Vigile, comte de Chavagnac, et Joseph-Thomas, marquis d'Espinchal, appartenant l'un et l'autre à deux maisons d'Auvergne. Le premier est mort à Paris, le 8 janvier 1819 ; le second à Maniac (Cantal) le 16 janvier 1823.

## Généalogie
```
 
 Guillaume I
, 
seigneur de Froulay
, († 17 juillet 
1453
 à la 
Bataille de Castillon
)
x Marguerite Le Sénéchal
│
├─>
Guillaume II
, 
seigneur de Pannard de Beauchesne

│  x 
1494
 
Catherine de Chauvigné
 fille de René de Chauvigné et d'Antoinette de Scepeaux
│  │
│  ├─>
Jean
, 
seigneur de Froulay, Montflaux et Saint-Denis
 († 
1536
)
│  │  X 
1517
 Catherine, 
de Brée dame de Saint-Loup
, fille de 
Gilles de Brée
 
, 
seigneur du Fouilloux
 et de Claude de Feschal
│  │  │
│  │  ├─>
Louis
, 
seigneur de Froulay, Montflaux et Saint-Denis

│  │  │  X 
1540
 Louise, fille de Jean de La Vayrie 
seigneur de La Blotière

│  │  │  │
│  │  │  ├─>
André
, 
seigneur de Froulay, Montflaux et Saint-Denis

│  │  │  │  X 
1567
 Thomasse de la Ferrière, 
baronne de Vernie, de Tessé, d'Ambrières
, fille de Jean de La Ferrière, 
baron de Vernie

│  │  │  │ │
           ├─>Marie, 
dame de Raveton, Sommain, Fouilloux, Montchevrier et Poillé

           │  X 
1598
 Urbain 
de Montecler
, 
seigneur de Charné

           ├─>
René 
I
er
 de Froulay
, 
baron puis comte de Tessé, baron de Vernie, Ambrières, seigneur de Froulay, Montflaux et Saint-Denis
```

(Descendance ci-dessous)
```
 René 
I
er
 de Froulay
 (+ <
1632
), fils d'André de Froulay
x 
1596
 Marie d'Escoubleau de Sourdis, fille de François d'Escoubleau, 
marquis d'Alluye

│
├─> 
René II de Froulay
 (°
1597
 † 
1671
), 
comte de Tessé, baron de Vernie et d'Ambrières, seigneur de Froulay, Montflaux et Saint-Denis,
 lieutenant général du roi.
│  X  
1638
 Madeleine 
dame de Maugé
 († 
1682
), fille d'Henri 
I
er
, 
marquis de Lavardin, comte de Beaufort et seigneur de Malicorne
(† 
1633
) et de Marguerite, fille de Rostaing de La Baume, 
comte de La Suze

│  │
│  ├─> 
René III de Froulay
 (°
1648
 † 
1725
), 
comte de Tessé, baron d'Ambrières, de Châteauneuf et de Vernie
, grand d'Espagne, 
maréchal de France
, général des galères de France
│  │  X 
1674
 Marie Françoise Auber d'Aunay († 
1709
) fille d'Antoine Auber, 
baron d'Aunay

│  │  │
│  │  ├─> René-Mans de Tessé (°
1682
 † 
1746
), 
vicomte de Beaumont et de Frenoy, marquis de Lavardin
, grand d'Espagne, lieutenant général des armées, x 
1706
 Elisabeth Bouchu, 
marquise de Lessart

│  │  ├─> Marie Philiberte Damaris, x 
1697
 Claude II 
Fouquet de la Varenne
 (°
1635
 † 
1699
), 
baron de 
Sainte-Suzanne
 et gouverneur de 
La Flèche
, puis x 
1714
 Jean-François de Briqueville 
seigneur d'Occaleu

│  │
│  ├─> 
Philibert-Emmanuel de Froulay
 (
1651
 † 
1701
 à 
Crémone
), 
 chevalier de Tessé
, lieutenant général des armées
│
├─> 
Gabriel-Philippe
 († 
1689
), 
évêque d'Avranches
 de 
1668
 à 
1689
.
│
├─> 
Charles
 (°
1601
 †
1671
), Grand maréchal des logis des armées du roi
   X  
1636
 Angélique de Baudéan († 
1678
), 
fille d'honneur
 de la reine 
Anne d'Autriche
, fille de Charles de Baudéan 
comte de Neuil
lan
   │
   ├─> Philippe Charles (°
1663
 † 
1697
), Lieutenant du roi au 
Comté du Maine
 et de 
Laval

   │  X 
1680
 Marie-Anne de Mégaudais, 
dame de Marolles
, fille de Bertrand de Mégaudais 
seigneur de Marolles

   │  │
   │  ├─> 
Charles François
 (°
1683
 † 
1744
), ambassadeur de France
   │  │  X 
1713
 Anne Jeanne de Sauvager des Claux
   │  │  │
   │  │  ├─> 
Renée-Caroline-Victoire
, 
marquise de Créquy
 (
1704
 † 
1803
)
   │  │
   │  │
   │  ├─> 
Charles Louis
 (°
1687
 † 
1767
), 
évêque du Mans
 de 
1729
 à 
1767

   │  │
   │  ├─> 
Louis Gabriel
 (°
1694
 † 
1766
), militaire et diplomate français, 
chevalier de l'
Ordre de Saint-Jean de Jérusalem
[
réf.
 
nécessaire
]

   │  │
   │  ├─> Emmanuel Thérèse Charles (°
1696
 † 
1730
), Grand 
vicaire
 de l'archevêque de 
Rouen

   │
   ├─> Pierre, 
chevalier de l'
Ordre de Saint-Jean de Jérusalem
, commandeur d'
Ivry-le-Temple
[
réf.
 
nécessaire
]
, colonel d'un régiment d'infanterie
   │
   ├─> Marie-Thérèse (°
1660
)
   │  X 
1693
 Claude Le Tonnelier de Breteuil, 
seigneur d'Escouché
, avocat au Parlement († 
1698
)
   │  X 
1716
 
René 
marquis de la Vieuville
 († 
1719
).
   │
   ├─> Gabrielle-Anne
       X  
1697
 
Louis-Nicolas Le Tonnelier de Breteuil
 
baron de Preuilly

       ├─> 
Gabrielle Émilie Le Tonnelier de Breteuil
, 
marquise du Châtelet
, mathématicienne (1706+1749).
       ├─> 
Élisabeth-Théodose Le Tonnelier de Breteuil
, 
abbé de Breteuil
```